# Борзяк Дмитро Семенович
Дмитро Борзяк (25 жовтня 1897, Пищики Іркліївського (нині Золотоніського) району — 1939, концтабір ГУЛАГ СССР) — український політик та письменник доби Розстріляного відродження. Належав до гурту неокласиків.
Покінчив життя самогубством у таборі ГУЛАГ СССР.

## Біографія
Дмитро Борзяк народився у родині козака-землевласника Семена Борзяка, який був відомим у краї підприємцем, зокрема брав участь у будівництві державних залізниць.
1915 року Дмитро закінчив Золотоніську класичну гімназію, вступивши на медичний факультет Київського університету. У студентські роки потрапив у коло українських есерів (зокрема, Олександра Філя), де отримав партійне псевдо «Яд». Перебував під таємним нагляд поліції. Також брав участь у акціях «Української студентської громади», лідерами якої були Гермайзе, Любинський і Отамановський.
Після проголошення УНР перебував у Пищиках, згодом у Золотоноші, де став членом партії есерів. 1921 року спробував легалізуватися в Києві в умовах російської окупації, але марно. Він і далі переховався у Золотоноші, але 1923 року йому вдалося повернутися до Києва, де він влився до літературної групи неокласиків. Працював разом із Зеровим, Филиповичем, Антоненком-Давидовичем, Рильським, Косинкою, Івченком, Осьмачкою.
Перша публікація — у журналі «Всесвіт». Оповідання «Під дощ» було помічено ґрандами літератури — вітальний лист авторові надійшов навіть від Миколи Хвильового. Після цього з'явилися книжки «У монастир», «Варенька». Друкувався у журналі «Життя і революція». 
1928 року Борзяк уклав договір із Державним видавництвом України на написання історичного роману «Руйнування Батурина» — перед цим він отримав протекцію від Зерова та Гермайзе. Роботу над твором, до якого увійшло багато архівних матеріалів, перервав арешт. Автора залучили як обвинуваченого до процесу СВУ, але він став одним із небагатьох, хто не потрапив негайно за ґрати.
Дмитро Борзяк відтоді під постійним наглядом НКВД, йому відмовлено у будь-якій роботі. 21 квітня 1938 року письменника викрав загін НКВД — у цей час він жебрав на випадкових підсобних роботах. Спецслужба поставила у провину Борзякові соціальну приналежність батька, участь у процесі СВУ. 31 грудня 1938 року позасудова трійка НКВД постановила його убити. Проте 5 травня 1939 Верховний суд СССР визначив інше покарання: 10 років ув'язнення в концтаборах й 5 років заслання. 1939-го Борзяка довели до смерті в одному з таборів ГУЛАГу.
1957 року удова письменника Ніна Бондарева, підтримана Миколою Бажаном, добилася від самих комуністів реабілітації чоловіка.

### Видані твори
- Дмитро Борзяк. Записка (З минулого). — Журнал «Життя й революція». — Харків. — 1928.
- Оповідання [Текст] / Д. Борзяк ; упоряд. В. Т. Поліщук. — Черкаси: Відлуння, 1997. — 86 с. — ISBN 966-7331-04-0